# لا بأس إن لم تكن بخير
لا بأس إن لم تكن بخير (بالكورية: 사이코지만 괜찮아) هو مسلسل تلفزيوني كوري جنوبي 2020 عرض على قناة تي في إن  من 20 يونيو إلى 9 أغسطس 2020 كل يوم سبت وأحد في الساعة 21:00 بتوقيت كوريا الجنوبية.

## القصة
تتحدث دراما «لا بأس إن لم تكن بخير» عن “مون كانغ تاي”، مقدم رعاية في جناح الطب النفسي والذي لا يؤمن بالحب. و”مون يونغ”، مؤلفة كتب أطفال تعاني من اضطراب الشخصية غير الاجتماعية. فيشفي كل منهما جراح الآخر.
يعمل “مون كانغ تاي” في جناح الطب النفسي، وتتمثل وظيفته في تدوين ظروف المرضى والتعامل مع المواقف غير المتوقعة كأن يتشاجر المرضى أو يهربوا. ويكسب فقط 1.8 مليون وون ما يعادل 1600 دولار شهريًا. بينما “كو مون يونغ” كاتبة مشهورة في أدب الأطفال، لكنها أنانية ومتغطرسة ووقحة.

## بطولة
- كيم سو هيون : في دور مون كانغ تاي[4]
- سو يي جي : في دور كو مون يونغ
- اوه جونغ سي : في دور مون سانغ تاي
- بارك جيو يونغ : في دور نام غو ري
- كيم غوو ايون : في دور لي سانغ ان
- بارك جين غو : في دور يو سونغ جاي

## الاستقبال
حقق المسلسل متوسط نسبة مشاهدة بلغت 5.4% وتصدر تصنيفات مؤشر قوة المحتوى (CPI) 
شهدت الدراما شعبية في الخارج خلال عرضها لتصبح واحدة من أشهر الدراما الآسيوية لعام 2020 على نتفليكس و Hallyu K-Drama.
تم إدراج كتب قصص الأطفال التي ظهرت في الدراما ضمن أفضل 20 كتابًا مبيعًا في الشهر ، وفقًا لمكتبة Kyobo و YES 24 على الويب.

## المشاهدات
| الموسم | الموسم | رقم الحلقة | رقم الحلقة | رقم الحلقة | رقم الحلقة | رقم الحلقة | رقم الحلقة | رقم الحلقة | رقم الحلقة | رقم الحلقة | رقم الحلقة | رقم الحلقة | رقم الحلقة | رقم الحلقة | رقم الحلقة | رقم الحلقة | رقم الحلقة | المتوسط |
| الموسم | الموسم | 1          | 2          | 3          | 4          | 5          | 6          | 7          | 8          | 9          | 10         | 11         | 12         | 13         | 14         | 15         | 16         | المتوسط |
| ------ | ------ | ---------- | ---------- | ---------- | ---------- | ---------- | ---------- | ---------- | ---------- | ---------- | ---------- | ---------- | ---------- | ---------- | ---------- | ---------- | ---------- | ------- |
|        | 1      | 1.680      | 1.247      | 1.428      | 1.400      | 1.407      | 1.701      | 1.572      | 1.584      | 1.565      | 1.633      | 1.758      | 1.694      | 1.704      | 1.683      | 1.759      | 2.065      | 1.618   |

| الحلقة | جزء  | تاريخ البث    | تقييمات (إ بي جي نيلسن). | تقييمات (إ بي جي نيلسن). |
| الحلقة | جزء  | تاريخ البث    | على الصعيد الوطني        | سيئول                    |
| ------ | ---- | ------------- | ------------------------ | ------------------------ |
| 1      |      | 20 يونيو 2020 | 6.093٪                   | 7.036٪                   |
| 2      |      | 21 يونيو 2020 | 4.722٪                   | 5.474٪                   |
| 3      |      | 27 يونيو 2020 | 5.940٪                   | 6.529٪                   |
| 4      |      | 28 يونيو 2020 | 4.942٪                   | 6.000٪                   |
| 5      | 1    | 4 يوليو 2020  | 4.661٪                   | 5.285٪                   |
| 5      | 2    | 4 يوليو 2020  | 5.248٪                   | 5.782٪                   |
| 6      | 1    | 5 يوليو 2020  | 5.056٪                   | 5.114٪                   |
| 6      | 2    | 5 يوليو 2020  | 5.647٪                   | 5.748٪                   |
| 7      | 1    | 11 يوليو 2020 | 5.054٪                   | 5.434٪                   |
| 7      | 2    | 11 يوليو 2020 | 5.555٪                   | 5.753٪                   |
| 8      | 1    | 12 يوليو 2020 | 4.744٪                   | 5.160٪                   |
| 8      | 2    | 12 يوليو 2020 | 5.634٪                   | 6.407٪                   |
| 9      | 1    | 18 يوليو 2020 | 4.995٪                   | 5.416٪                   |
| 9      | 2    | 18 يوليو 2020 | 5.814٪                   | 6.501٪                   |
| 10     | 1    | 19 يوليو 2020 | 4.212٪                   | 4.669٪                   |
| 10     | 2    | 19 يوليو 2020 | 5.481٪                   | 5.995٪                   |
| 11     | 1    | 25 يوليو 2020 | 4.552٪                   | 4.681٪                   |
| 11     | 2    | 25 يوليو 2020 | 5.681٪                   | 5.661٪                   |
| 12     | 1    | 26 يوليو 2020 | 5.145٪                   | 5.597٪                   |
| 12     | 2    | 26 يوليو 2020 | 5.264٪                   | 6.108٪                   |
| 13     | 1    | 1 أغسطس 2020  | 4.794٪                   | 5.155٪                   |
| 13     | 2    | 1 أغسطس 2020  | 5.696٪                   | 6.151٪                   |
| 14     | 1    | 2 أغسطس 2020  | 5.403٪                   | 6.042٪                   |
| 14     | 2    | 2 أغسطس 2020  | 5.947٪                   | 6.654٪                   |
| 15     | 1    | 8 أغسطس 2020  | 5.567٪                   | 6.198٪                   |
| 15     | 2    | 8 أغسطس 2020  | 6.492٪                   | 7.365٪                   |
| 16     | 1    | 9 أغسطس 2020. | 6.224٪                   | 7.296٪                   |
| 16     | 2    | 9 أغسطس 2020. | 7.348٪                   | 8.535٪                   |
| معدل   | معدل | معدل          | 5.425٪                   | 6.025٪                   |

## الإنتاج
المسلسل من كتابة جو يونغ، صرحت جو في وقت كتابتها للمسلسل، انها اعتمدت على علاقتها برجل كان يعاني من اضطراب في الشخصية. المسلسل من تخطيط استوديو دراغون وإنتاجه من قبل شركة الإنتاج الشقيقة ستوري تي في بتعاون مع وكالة كيم سو هيون  "جولد ميدياليست".
عُقدت القراءة الأولى للسيناريو في 8 مايو 2020 ، وتم الانتهاء من التصوير في 31 يوليو 2020 دون حضور حافل خوفًا من انتشار جائحة كوفيد -19

## وصلات خارجية
- لا بأس أن لا تكون بخير على موقع IMDb (الإنجليزية)
- لا بأس أن لا تكون بخير على موقع نتفليكس (الإنجليزية)
- لا بأس أن لا تكون بخير على موقع فيلمافينيتي (الإسبانية)
- لا بأس أن لا تكون بخير على موقع كينوبويسك (الروسية)
- لا بأس أن لا تكون بخير على موقع قاعدة بيانات الفيلم (الإنجليزية)